# Дедова, Ева
Е́ва Дедо́ва  (тур. Eva Dedova; род. 22 февраля 1992, Талды-Курган) — турецкая актриса

 театра, кино и телевидения.

## Биография и карьера
Евлалия Олеговна Дедова родилась 22 февраля 1992 года в Талдыкоргане (Казахстан). Имеет казахские, русские и немецкие корни. В 6-летнем возрасте Ева переехала в Стамбул (Турция) вместе с матерью и братом. В школьные годы она изучала графический дизайн и фотографию. Окончила театральный факультет Университета Кадира Хаса.
Став членом труппы Культурного центра Бешикташ, Дедова стала получать предложения о съёмках в телесериалах. В 2011 году она дебютировала на телевидении с ролью Ойкю Акйол в телесериале «Мечтатели». В 2013 году Дедова сыграла главную роль Мерьем в фильме «Махмут и Мерьем». В 2014 году она сыграла роль Татьяны Чупилкиной в телесериале «Курт Сеит и Александра». Участвовала в съёмках рекламных роликов.

## Фильмография
| Год  |     | Русское название         | Оригинальное название    | Роль                     |
| ---- | --- | ------------------------ | ------------------------ | ------------------------ |
| 2011 | с   | Мечтатели                | Kavak Yelleri            | Ойкю Акйол               |
| 2012 | с   | Ложный мир               | Yalan Dünya              | Мерве                    |
| 2013 | ф   | Махмут и Мерьем          | Mahmut ile Meryem        | Мерьем                   |
| 2014 | с   | Курт Сеит и Александра   | Kurt Seyit ve Şura       | Татьяна «Тати» Чупилкина |
| 2015 | кор | Безликая Дерин           | Derin the Faceless       | женщина в баре           |
| 2016 | с   | Семья моего отца         | Babam ve Ailesi          | Эдже                     |
| 2018 | с   | Осада Эль-Кута           | Mehmetçik Kut'ül Amare   | Виктория                 |
| 2020 | с   | Восход Османской империи | Rise of Empires: Ottoman | Катерина Бранкович       |
| 2023 | ф   | Митат                    | Mitat                    |                          |
| 2023 | с   | Если сильно полюбишь     | Ya Çok Seversen          | Шейма                    |